# Гипофосфит натрия
Гипофосфит натрия — неорганическое соединение, соль щелочного металла натрия и фосфорноватистой кислоты с формулой Na(PH2O2), бесцветные кристаллы, хорошо растворимые в воде, образует кристаллогидрат.

## Получение
- Растворение белого фосфора в холодном концентрированном растворе едкого натра:

{\displaystyle {\mathsf {P_{4}+3NaOH+3H_{2}O\ {\xrightarrow {}}\ 3Na(PH_{2}O_{2})+PH_{3}\uparrow }}}
- Окисление фосфина гипохлоритом натрия:

{\displaystyle {\mathsf {PH_{3}+2NaClO+NaOH\ \xrightarrow {} \ Na(PH_{2}O_{2})+2NaCl+H_{2}O}}}
- Нейтрализация щелочью фосфорноватистой кислоты:

{\displaystyle {\mathsf {H(PH_{2}O_{2})+NaOH\ {\xrightarrow {}}\ Na(PH_{2}O_{2})+H_{2}O}}}
- Разложение фосфината кальция карбонатом натрия:

{\displaystyle {\mathsf {Ca(PH_{2}O_{2})_{2}+2Na_{2}CO_{3}\ {\xrightarrow {}}\ 2Na(PH_{2}O_{2})+CaCO_{3}\downarrow }}}

## Физические свойства
Гипофосфит натрия образует бесцветные кристаллы.
Хорошо растворяется в воде без гидролиза. Раствор имеет нейтральную реакцию.
Из водных растворов выделяется кристаллогидрат состава Na(PH2O2)•H2O, который плавится при 90°С в собственной кристаллизационной воде.
Растворяется в этаноле, плохо растворяется в жидком аммиаке.

## Химические свойства
- При нагревании разлагается на пирофосфат натрия и метафосфат натрия:

{\displaystyle {\mathsf {5Na(PH_{2}O_{2})\ {\xrightarrow {230-240^{o}C}}\ Na_{4}P_{2}O_{7}+NaPO_{3}+2PH_{3}\uparrow +2H_{2}\uparrow }}}
- Безводная соль получается из кристаллогидрата при незначительном нагревании:

{\displaystyle {\mathsf {Na(PH_{2}O_{2})\cdot H_{2}O\ {\xrightarrow {150-170^{o}C}}\ Na(PH_{2}O_{2})+H_{2}O}}}
- Разлагается щелочами:

{\displaystyle {\mathsf {2Na(PH_{2}O_{2})+3NaOH\ {\xrightarrow {}}\ Na_{2}(PHO_{3})+Na_{3}PO_{4}+3H_{2}\uparrow }}}
- Окисляется перекисью водорода:

{\displaystyle {\mathsf {Na(PH_{2}O_{2})+H_{2}O_{2}+NaOH\ {\xrightarrow {}}\ Na_{2}(PHO_{3})+2H_{2}O}}}
- Используется, как мягкий восстановитель в органической химии[1] в реакциях восстановительного аминирования. Этот процесс обнаружен сотрудниками Лаборатории эффективного катализа (ЛЭК) ИНЭОС РАН.

## Применение
- Восстановитель при нанесении покрытий из Ni, Co, Sn на металлы и пластмассы;
- Антиоксидант (предотвращает обесцвечивание алкидных смол при их получении);
- Стабилизатор ПВХ и полиуретанов;
- Реагент для фотометрического определения As(III) и Sb(III) и др.